# مورد معجمي
حل مشكلات الشحن الهاتف
المورد المعجمي (ال ار) هي قاعدة بيانات تتألف من واحد أو عدة قواميس.
اعتمادا على نوع اللغات التي يتم تناولها، قد تكون الموارد المعجمية مؤهلة كأحادي اللغة، ثنائية اللغة أو متعددة اللغات. للموارد المعجمية ثنائية اللغة ومتعددة اللغات، قد تكون الكلمات متصلة أو غير متصلة، من لغة إلى أخرى. إذا كانت متصلة، فإن رابط التكافؤ من لغة إلى أخرى، يتم تنفيذه من خلال وصلة ثنائية اللغة (للموارد المعجمية ثنائية اللغة) أو من خلال الرموز متعددة اللغات (للموارد المعجمية متعددة اللغات).
ومن الممكن أيضا بناء وإدارة الموارد المعجمية التي تتكون من معاجم مختلفة لنفس اللغة، فعلى سبيل المثال، قاموس واحد للكلمات العامة وقاموس واحد أو عدة قواميس متخصصة لعدة مجالات مختلفة.